# Salete
Salete este un oraș în Santa Catarina (SC), Brazilia.